# Чаганбургазы
Чаганбургазы́ (Чаган-Бургазы; устар. Шаганбургазы, Чеган-Бургасы) — река в России, протекает по Республике Алтай. Правый приток Тархаты.
Длина реки составляет 51 км, площадь водосборного бассейна 565 км².

## Этимология
Название происходит от монг. цагаан, чаган — белый; монг. бурхен, burgusu,burgasun — ива, тальник; букв. — белый тальник, ива.

## Описание
Начинается под названием Карасу на северном склоне хребта Сайлюгем. Течёт в северном направлении по безлесной местности, в верхнем течении — в ущелье, в нижнем — по равнине. Устье реки находится в 14 км по правому берегу реки Тархата.
В долине реки находятся несколько стоянок пастухов, визит-центр национального парка «Сайлюгемский» и пограничная застава.

## Притоки
- 16 км: река без названия (пр);
- 42 км: Саржематы (лв);
- 44 км: Баян-Чаган (пр)[4].

## Данные водного реестра
По данным государственного водного реестра России относится к Верхнеобскому бассейновому округу, водохозяйственный участок реки — Катунь, речной подбассейн реки — Бия и Катунь. Речной бассейн реки — (Верхняя) Обь до впадения Иртыша.